# District de Jinseki
Le district de Jinseki (神石郡, Jinseki-gun) est un district de la préfecture de Hiroshima au Japon.
Au 1er août 2014, sa population était de 9 415 habitants pour une superficie de 381,81 km2.

## Commune du district
- Jinsekikōgen